# Carex cockayniana
Carex cockayniana är en halvgräsart som beskrevs av Georg Kükenthal. Carex cockayniana ingår i släktet starrar, och familjen halvgräs. Inga underarter finns listade i Catalogue of Life.